# Facundo Monteseirín
Facundo Monteseirín (n. Cutral Có, Neuquén, Argentina; 12 de marzo de 1995) es un futbolista argentino. Juega de defensa central y actualmente juega en Unión San Felipe de la Primera B de Chile.

## Trayectoria
Sus inicios se dieron en Alianza Cutral-Có y en el Club Pérfora. Luego tuvo un paso por las divisiones inferiores de Gimnasia y Esgrima La Plata y de Boca Juniors, donde estuvo desde 2011 hasta 2012. Finalmente quedaría en condición de "libre" y a los 16 años es seleccionado por Club Atlético Lanús.
Debutó el 27 de marzo de 2014 en la victoria de su equipo Lanús frente a Cerro Porteño por 2-0, en un encuentro de fase de grupos en Copa Libertadores. Gracias a buenas actuaciones encontró continuidad en el equipo titular. Estuvo en Lanús hasta mitad de 2017, donde completó 21 partidos y un gol en su primer ciclo como jugador "granate". 
En julio de 2017 pasa a Arsenal Fútbol Club, donde disputó 27 partidos y anotó un gol.
Para la temporada 2018 - 2019 regresó a Lanús, donde solo pudo disputar un partido, debido a que una lesión de rodilla lo dejó por fuera de las canchas durante ocho meses.
En julio de 2019 llegó San Martín (San Juan). En mayo de 2020 queda en condición de libre, debido a que la entidad cuyana les advirtió que no renovará los vínculos en la continuidad del campeonato de la Primera Nacional de fútbol.
En enero de 2022 llega a Nueva Chicago en condición de libre desde Tigre luego de rescindir su contrato de común acuerdo, luego de perder consideración en el plantel de Diego Martínez.
En mayo de 2023 llega en condición de jugador libre desde Nueva Chicago por falta de pago a Chaco For Ever de la  Primera Nacional.

## Selección nacional

### Selección argentina sub-20

#### Sudamericano Sub-20
El 6 de enero de 2015, Humberto Grondona, director técnico de la selección argentina sub-20, entregó una lista con los 32 futbolistas en la cual se encontraba Facundo Monteseirín y que sería convocado para que se entrenara con la Selección de cara al campeonato sudamericano sub-20 de la categoría que se disputó en Uruguay.
El 10 de enero a muy poco del comienzo del Sudamericano Sub-20, Humberto Grondona dio la lista de 23 convocados en la que incluyó a Facundo Monteseirín entre los que viajarían a Uruguay para disputar el torneo.
El 14 de enero la Selección Argentina Sub-20 tendría su debut en el Sudamericano Sub-20 contra la Selección de Ecuador Sub-20 en lo que fue una gran goleada 5-2 a favor de la albiceleste. Los goles los marcaron Correa a los 20 minutos, Martínez a los 32, el mismo Monteseirín 9 minutos después y Giovanni Simeone en dos ocasiones El 16 de enero en la segunda fecha del torneo para ratificar su gran nivel en el primer partido la Selección Argentina Sub-20 tendría un duro golpe al perder 0-1 contra la Selección de Paraguay Sub-20.
El 18 de enero tras el duro golpe de la derrota pasada la Selección Argentina Sub-20 derrotó con amplitud a su par de Selección de Perú Sub-20, por 6-2.
El 26 de enero arrancaría el hexagonal final del Sudamericano Sub-20 que tendría en su primera fecha que enfrentar a la "albiceleste" con la Selección de Perú Sub-20, rival que en la primera fase del torneo había goleado, en este partido también obtendría la victoria por 2-0 con goles de Giovanni Simeone y de Ángel Correa.
El 1 de febrero se juega el superclásico de las Américas con el eterno rival de Argentina, la Brasil, transcurridos 86 minutos y cuando el partido pintaba para empate 0-0, Angelito Correa tomó la pelota en el círculo central, mandó un pase bochinesco que de cachetada asistió a Maximiliano Rolón que anotó el primer gol. Contreras en el último minuto marcaría de cabeza para redondear la agónica victoria 2-0 ante Brasil.
El 4 de febrero Argentina juega contra el rival que lo venciera 1-0 en fase de grupos, la Selección de Paraguay Sub-20. Con ánimos revanchistas, la Selección Argentina Sub-20 salió a ser protagonista desde el comienzo, y fue a los 17 minutos que Tomás Martínez, desde el círculo central le mandó un pase a Angelito Correa, que estaba adelante y ligeramente a la derecha. Con su zurda fantasiosa, Angelito realizó un delicioso dribbling en el que gambeteó a 3 paraguayos, y acto seguido remató al arco. El arquero paraguayo Tomás Coronel tapó el disparo, pero dio rebote y ahí estaba el optimista del gol Gio, para abrir el marcador. Argentina terminó goleando 3-0.
El 7 de febrero de 2015 se juega la última fecha del hexagonal contra el local y organizador del torneo Uruguay, en la prácticamente era una final, ya que previo a disputarse esta fecha la Selección Argentina Sub-20 era puntera y Uruguay era escolta, Uruguay debía ganar sí o sí para salir campeón, cualquier otro resultado le daba el campeonato a Argentina. Uruguay salió a atropellar al rival, usando a su favor su condición de local con 60.000 hinchas uruguayos que reventaban las tribunas del estadio Centenario, y efectuando una fuerte presión, se puso arriba del marcador con un gol a los 7 minutos de Gastón Pereiro. Sin embargo, Argentina se re-organizó y comenzó a apoderarse de la lucha del mediocampo, comenzó a tener más iniciativa y recibió su premio cuando a los 35 minutos empató. Pero fue a los 81 minutos Angelito Correa, quien tras haber estado prácticamente todo el partido realizando dribblings por derecha, gambeteó una vez más y se sacó a 2 uruguayos de encima, definió por abajo del arquero uruguayo Gastón Guruceaga, y de esta forma Argentina dio vuelta el marcador y sentenció el 2-1 silenciando a los 60.000 uruguayos. Argentina se coronaba campeona del Sudamericano Sub-20, siendo este el primer título de Monteseirín.

#### Copa Mundial Sub-20
El 6 de marzo de 2015 el entrenador del seleccionado Sub-20, Humberto Grondona, lo incluyó en la preselección de cara a la Copa Mundial Sub-20 que se llevó a cabo en Nueva Zelanda. Los entrenamientos y amistosos comenzaron a fines de marzo y seguirían todo abril, hasta que la lista final de jugadores que viajaron al mundial se anunció los primeros días de mayo.
El 13 de mayo de 2015, Humberto Grondona, confirmó la lista de 21 futbolistas que representarían a la Selección Sub-20 en el Mundial de Nueva Zelanda, en la cual se encontraba Facundo Monteseirín.
El plantel viajó el lunes 18 de mayo hacia Tahití, donde disputó dos amistosos ante la selección local, y el 25 de mayo llegaría a Wellington para debutar el 30 de mayo ante Panamá.
El 21 de mayo en el primer amistoso preparatorio jugado antes del Mundial de Nueva Zelanda la Selección Argentina Sub-20 perdió en Tahití por 3-1 ante el representativo mayor de ese país, en un encuentro amistoso jugado en el Estadio Pater Te Hono Nui.
El 24 de mayo el seleccionado jugaría el segundo amistoso, y último antes de viajar a Nueva Zelanda para disputar el Mundial, contra Tahití y esta vez la albiceleste se impondría por 4 a 1. Facundo marcaría uno de los goles. Los restantes serían de Ángel Correa, Simeone y Emiliano Buendía.
Finalmente, Facundo disputó 3 partidos en la Copa Mundial de Fútbol Sub-20 de 2015 ante Panamá, Ghana y Austria, respectivamente.

#### Detalle
| \| N.º \| Fecha \| Estadio \| Local \| Resultado \| Visitante \| Goles \| Asist. \| \| \| ----- \| ---------- \| ------------------------------------------ \| --------- \| --------- \| --------- \| ----- \| ------ \| ------------------- \| \| 1 \| 14-01-2015 \| Profesor Alberto Suppici, Colonia, Uruguay \| Argentina \| 5-2 \| Ecuador \| \| \| Sudamericano Sub-20 \| \| 2 \| 16-01-2015 \| Profesor Alberto Suppici, Colonia, Uruguay \| Argentina \| 0-1 \| Paraguay \| \| \| Sudamericano Sub-20 \| \| 3 \| 18-01-2015 \| Profesor Alberto Suppici, Colonia, Uruguay \| Argentina \| 6-2 \| Perú \| \| \| Sudamericano Sub-20 \| \| 4 \| 26-01-2015 \| Centenario, Montevideo, Uruguay \| Argentina \| 2-0 \| Perú \| \| \| Sudamericano Sub-20 \| \| 5 \| 29-01-2015 \| Gran Parque Central, Montevideo, Uruguay \| Argentina \| 1-1 \| Colombia \| \| \| Sudamericano Sub-20 \| \| 6 \| 04-02-2015 \| Centenario, Montevideo, Uruguay \| Argentina \| 3-0 \| Paraguay \| \| \| Sudamericano Sub-20 \| \| 7 \| 07-02-2015 \| Centenario, Montevideo, Uruguay \| Uruguay \| 1-2 \| Argentina \| \| \| Sudamericano Sub-20 \| \| 8 \| 21-05-2015 \| Pater Te Hono Nui, Papeete, Tahití \| Tahití \| 3-1 \| Argentina \| \| \| Amistoso \| \| 9 \| 24-05-2015 \| Pater Te Hono Nui, Papeete, Tahití \| Argentina \| 4-1 \| Tahití \| \| \| Amistoso \| \| 10 \| 30-05-2015 \| Westpac Stadium, Wellington, Nueva Zelanda \| Argentina \| 2-2 \| Panamá \| \| \| Copa Mundial Sub-20 \| \| 11 \| 02-06-2015 \| Westpac Stadium, Wellington, Nueva Zelanda \| Argentina \| 2-3 \| Ghana \| \| \| Copa Mundial Sub-20 \| \| 12 \| 05-06-2015 \| Westpac Stadium, Wellington, Nueva Zelanda \| Austria \| 0-0 \| Argentina \| \| \| Copa Mundial Sub-20 \| \| Total \| \| Presencias \| 12 \| \| Goles \| 2 \| 1 \| \| |            |                                            |           |           |           |       |        |                     |
| N.º | Fecha      | Estadio                                    | Local     | Resultado | Visitante | Goles | Asist. |                     |
| 1 | 14-01-2015 | Profesor Alberto Suppici, Colonia, Uruguay | Argentina | 5-2       | Ecuador   |       |        | Sudamericano Sub-20 |
| 2 | 16-01-2015 | Profesor Alberto Suppici, Colonia, Uruguay | Argentina | 0-1       | Paraguay  |       |        | Sudamericano Sub-20 |
| 3 | 18-01-2015 | Profesor Alberto Suppici, Colonia, Uruguay | Argentina | 6-2       | Perú      |       |        | Sudamericano Sub-20 |
| 4 | 26-01-2015 | Centenario, Montevideo, Uruguay            | Argentina | 2-0       | Perú      |       |        | Sudamericano Sub-20 |
| 5 | 29-01-2015 | Gran Parque Central, Montevideo, Uruguay   | Argentina | 1-1       | Colombia  |       |        | Sudamericano Sub-20 |
| 6 | 04-02-2015 | Centenario, Montevideo, Uruguay            | Argentina | 3-0       | Paraguay  |       |        | Sudamericano Sub-20 |
| 7 | 07-02-2015 | Centenario, Montevideo, Uruguay            | Uruguay   | 1-2       | Argentina |       |        | Sudamericano Sub-20 |
| 8 | 21-05-2015 | Pater Te Hono Nui, Papeete, Tahití         | Tahití    | 3-1       | Argentina |       |        | Amistoso            |
| 9 | 24-05-2015 | Pater Te Hono Nui, Papeete, Tahití         | Argentina | 4-1       | Tahití    |       |        | Amistoso            |
| 10 | 30-05-2015 | Westpac Stadium, Wellington, Nueva Zelanda | Argentina | 2-2       | Panamá    |       |        | Copa Mundial Sub-20 |
| 11 | 02-06-2015 | Westpac Stadium, Wellington, Nueva Zelanda | Argentina | 2-3       | Ghana     |       |        | Copa Mundial Sub-20 |
| 12 | 05-06-2015 | Westpac Stadium, Wellington, Nueva Zelanda | Austria   | 0-0       | Argentina |       |        | Copa Mundial Sub-20 |
| Total |            | Presencias                                 | 12        |           | Goles     | 2     | 1      |                     |

### Estadísticas con la Selección Nacional
| Torneo                   | Sede          | Resultado | Partidos | Goles |
| ------------------------ | ------------- | --------- | -------- | ----- |
| Sudamericano Sub-20 2015 | Uruguay       | Campeón   | 7        | 1     |
| Copa Mundial Sub-20 2015 | Nueva Zelanda | 20°       | 3        | 0     |

## Clubes y estadísticas
| Club                  | País                | Año                 | Partidos | Goles |
| --------------------- | ------------------- | ------------------- | -------- | ----- |
| Lanús                 | Argentina           | 2014-2019           | 29       | 1     |
| Arsenal               | Argentina           | 2017-2018           | 27       | 1     |
| San Martín (San Juan) | Argentina           | 2019-2020           | 18       | 3     |
| Tigre                 | Argentina           | 2020-2021           | 4        | 0     |
| Nueva Chicago         | Argentina           | 2022-2023           | 0        | 0     |
| Total en su carrera   | Total en su carrera | Total en su carrera | 78       | 5     |

## Palmarés

### Campeonatos nacionales
| Título                | Club  | Sede      | Año  |
| --------------------- | ----- | --------- | ---- |
| Copa del Bicentenario | Lanús | Argentina | 2016 |
| Supercopa Argentina   | Lanús | Argentina | 2016 |
| Primera Nacional      | Tigre | Argentina | 2021 |

### Campeonatos internacionales
| Título              | Club                | Sede      | Año  |
| ------------------- | ------------------- | --------- | ---- |
| Copa Sudamericana   | Lanús               | Argentina | 2013 |
| Sudamericano Sub-20 | Selección Argentina | Uruguay   | 2015 |